# Bagarius yarrelli
Bagarius yarrelli is een straalvinnige vissensoort uit de familie van de zuigmeervallen (Sisoridae). De wetenschappelijke naam van de soort is voor het eerst geldig gepubliceerd in 1839 door Sykes.